# سیتروئن سی۵
سیتروئن سی ۵ (به فرانسوی: Citroën C5) یک خودروی خانوادگی متوسط است که توسط شرکت سیتروئن در سه نسل، نسل اول میان سال‌های ۲۰۰۱ تا ۲۰۰۷ و نسل دوم میان سال‌های ۲۰۰۸ تا ۲۰۱۷ در فرانسه تولید گردید. نسل دوم این خودرو در خط تولید چین و مخصوص بازار چین بود. نسل اول سیتروئن سی۵ برای سامانه تعلیق از نسل سوم سامانه تعلیق فعال هیدراکتیو سیتروئن استفاده می‌کردند. در نسل دوم سیتروئن سی۵ علاوه بر سامانه هیدراکتیو۳ امکان انتخاب سامانه تعلیق معمولی غیرفعال به‌صورت فنربندی نیز ممکن بود. مدل‌های تولید چین نسل دوم سی۵ همگی دارای سامانه تعلیق فنربندی می‌باشند و تولید سامانه تعلیق هیدراکتور۳ در سال ۲۰۱۷ پس از توقف تولید سی۵ نسل دوم در فرانسه برای همیشه متوقف شد. نسل سوم این خودرو با نام Citroën C5 III از سال ۲۰۲۰ با پلت فرم EMP2 پی‌اس‌ای عرضه شد.
خانواده سری سی سیتروئن یکی از پرجمعیت‌ترین خانواده‌ها است که شامل انواع مدل‌ها در هر کلاسی می‌باشد. این مدل‌ها شامل سی۱ سی۲ سی۳ سی۴ سی۵ و سی۶ می‌شود. نخستین مدل این سری در سال ۲۰۰۰ تولید شد و تاکنون تولید این سری ادامه دارد. سی ۵ و زانتیا هر دو در کلاس خودروی خانوادگی متوسط قرار دارند. این خودرو در بدنه‌های استیشن واگن و سدان به بازار عرضه شده‌است. در ایران نسل اول و نسل دوم این خودرو تحت نام‌های سی۵ برای نسل اول و سی۵ نیو نسل دوم و سی۵ فیس ۲۰۱۲ برای نسخه‌های فیس لیفت نسل دوم این خودرو در بازار ایران عرضه شد که نسخه‌های فیس ۲۰۱۲ آن در بازار بسیار نایاب هستند.
سی۵ در دو نسخه سدان و استیشن به بازار جهانی عرضه شد اما سی۵های عرضه شده در ایران تنها به‌صورت سدان بودند و سیاست‌های نادرست سایپا در قیمت گذاری و نحوه عرضه، به عنوان یک خودروی شکست‌خورده در بازار ایران بدل شد، اما نسل دوم این خودرو هم با عدم عبرت‌گیری سایپا از نسل اول همراه بود و در نتیجه خودرویی که در بازار خارج بسیار موفق بود و در بازار ایران هم پتانسیل موفق شدن را داشت، با دلایلی آشکار و نهان، بازی را به رقبایش واگذار کرد. اوضاع پژو ۴۰۷ هم اگر از این خودرو بدتر نباشد، بهتر نیست.

## نسل سوم (از ۲۰۲۱)

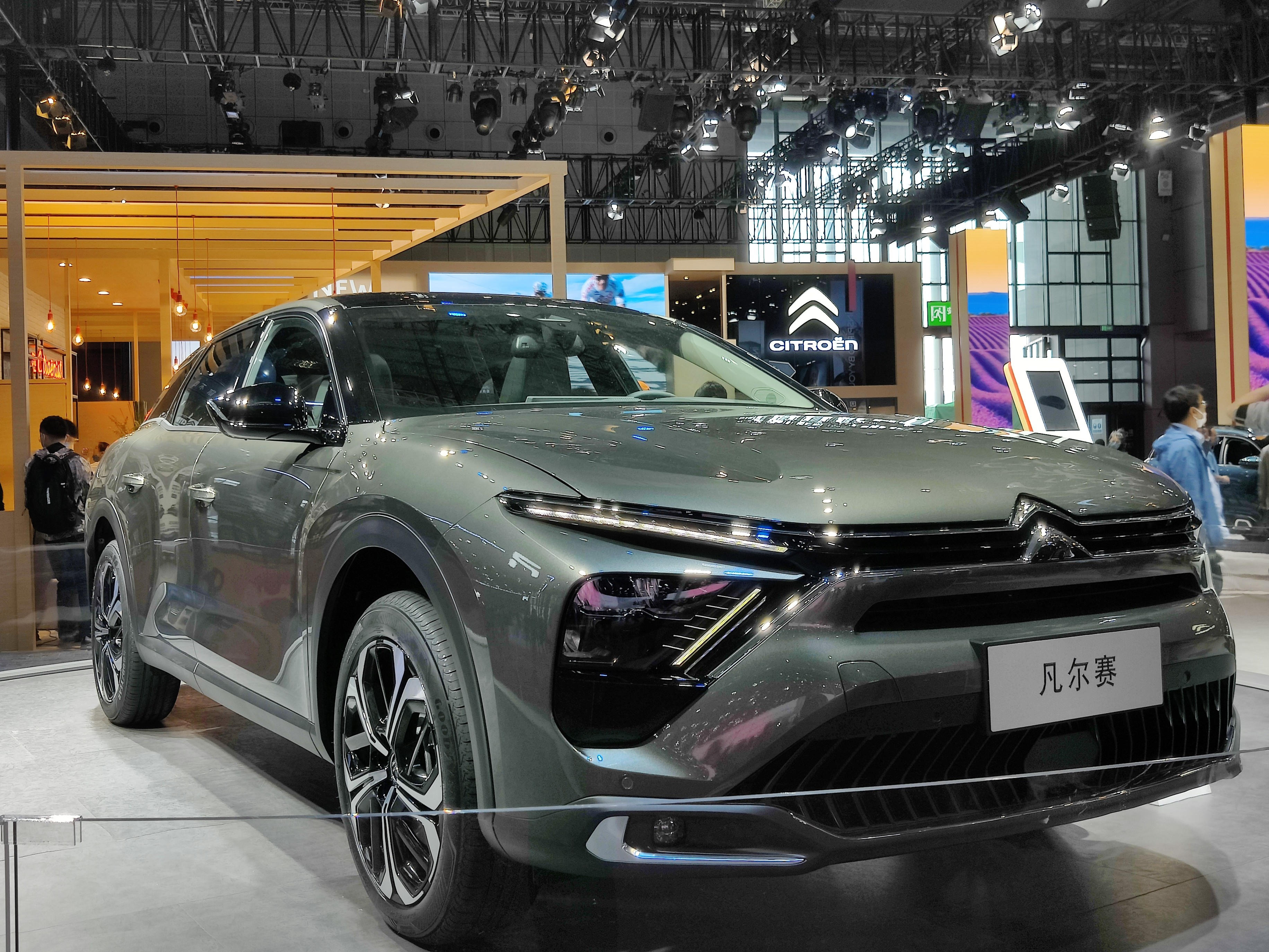
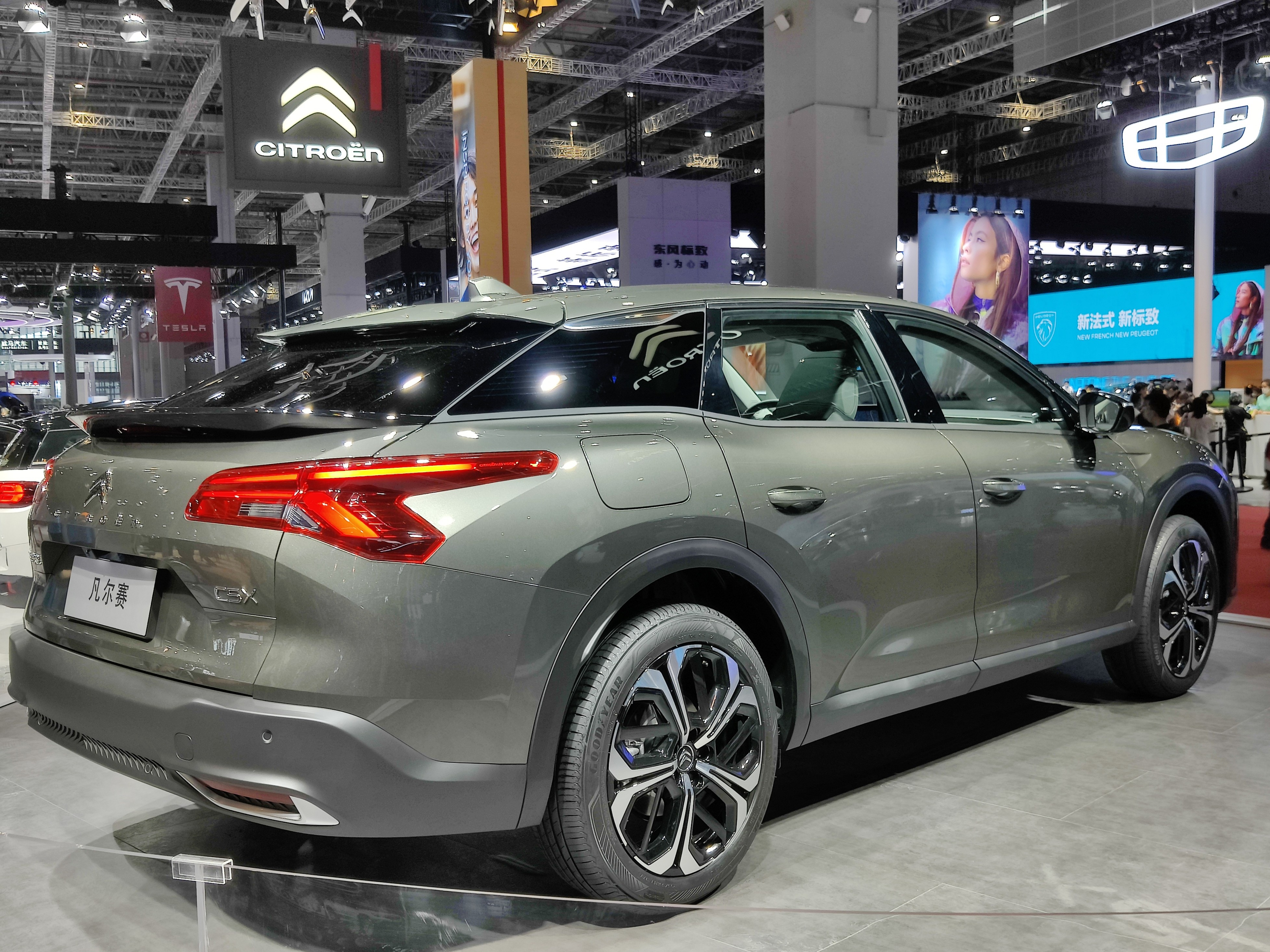
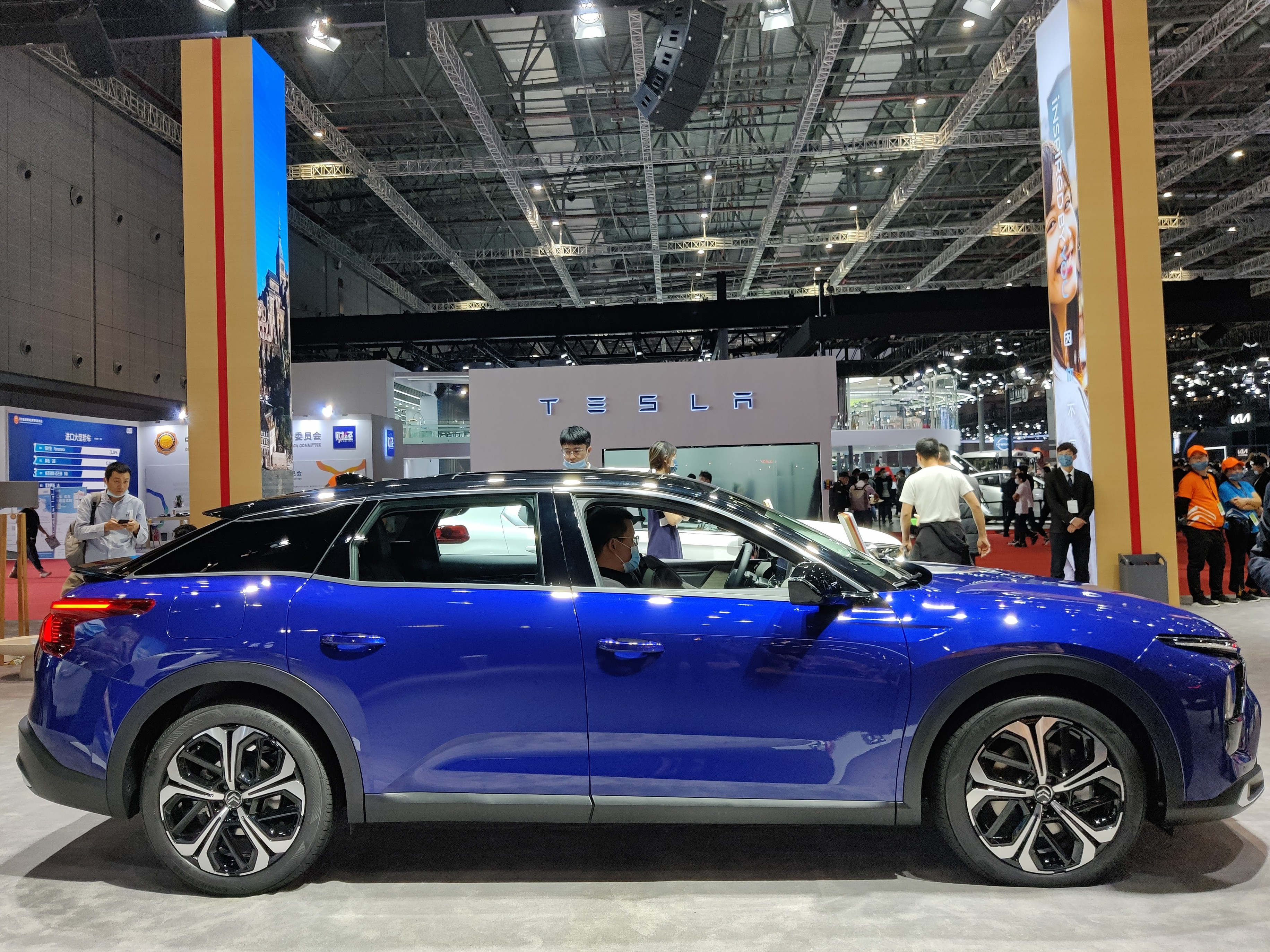
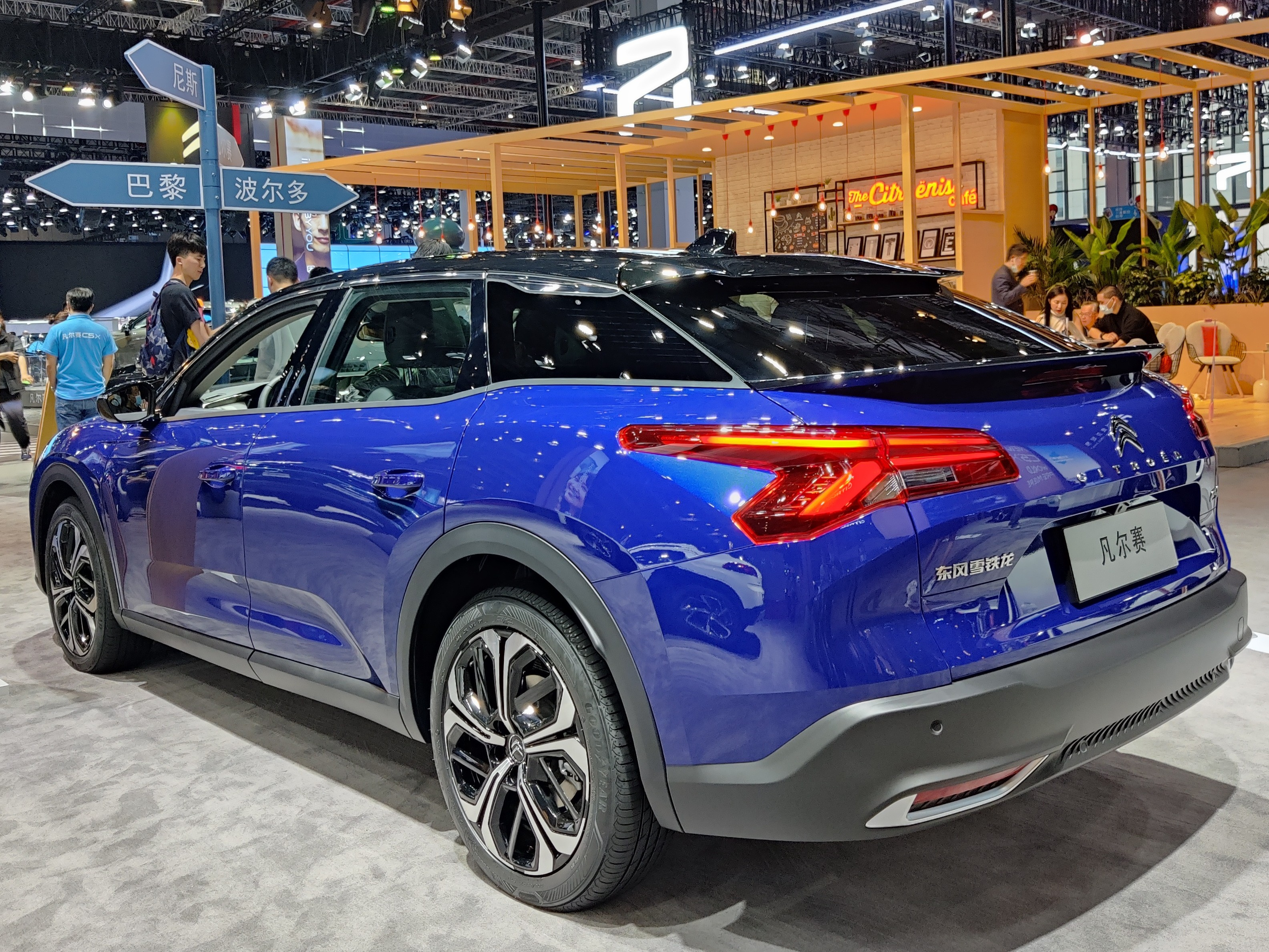